# بی.آر. پانتولو
بی. آر. پانتولو (انگلیسی: B. R. Panthulu؛ ۲۶ ژوئیهٔ ۱۹۱۰ – ۸ اکتبر ۱۹۷۴)) بازیگر، کارگردان فیلم و تهیه‌کننده فیلم اهل هند بود.
وی کارگردان فیلم‌هایی همچون استاد مدرسه و یک مرد در هزار نفر بوده است.